# Teorema di Dirichlet
Nella teoria dei numeri, il teorema di Dirichlet (Peter Gustav Lejeune Dirichlet) afferma che dati due numeri interi coprimi {\displaystyle a} e {\displaystyle b,} esistono infiniti primi della forma {\displaystyle a+nb,} dove {\displaystyle n} è un intero positivo, o, in altre parole, ogni progressione aritmetica siffatta contiene infiniti numeri primi.
Questo teorema rappresenta una naturale generalizzazione di quanto affermato da Euclide, e cioè che esistono infiniti numeri primi (ciò infatti rappresenta il caso particolare in cui a = b = 1). In effetti, è in genere piuttosto facile dimostrare casi particolari di questo teorema (ad esempio che esistono infiniti primi della forma {\displaystyle 4n+1,} o {\displaystyle 4n+3,} o {\displaystyle 6n+5,} ecc.), ma il caso generale presenta invece parecchie difficoltà. È importante osservare che il teorema non dice affatto che esistono infiniti numeri primi consecutivi in progressione aritmetica.
Eulero affermò che ogni progressione aritmetica che cominci con {\displaystyle 1} contiene infiniti numeri primi. Il teorema in questa forma fu prima congetturato da Gauss e dimostrato da Dirichlet nel 1835 con le L-serie di Dirichlet. La dimostrazione è modellata sul precedente lavoro di Eulero che collegava la funzione zeta di Riemann alla distribuzione dei numeri primi. Il teorema rappresenta l'inizio della moderna teoria dei numeri analitica.
Nella teoria dei numeri algebrica il teorema di Dirichlet viene generalizzato al teorema di densità di Chebotarev.

## Casi particolari
Esistono delle dimostrazioni elementari per numerosi casi particolari del teorema, che si ottengono sulla falsariga della dimostrazione dell'infinità dei numeri primi data da Euclide.

### Primi della forma 4n- 1
Supponiamo per assurdo che esistano solo un numero finito di primi della forma {\displaystyle 4n-1}, e sia {\displaystyle p} il più grande di essi. Consideriamo il seguente intero:
{\displaystyle N=4\cdot 3\cdot 5\cdot 7\cdot 11\cdot \ldots \cdot p-1,}
dove il prodotto contiene tutti i numeri primi dispari minori o uguali a {\displaystyle p.} Il numero {\displaystyle N} ha la forma {\displaystyle 4n-1,} ed essendo {\displaystyle N>p}, deve essere composto. Tutti i suoi fattori sono inoltre maggiori di {\displaystyle p} e, quindi, devono essere della forma {\displaystyle 4n+1}. Ma il prodotto di due o più numeri di questa forma è ancora della forma {\displaystyle 4n+1}. Ciò conduce a un assurdo, pertanto esistono infiniti numeri primi della forma {\displaystyle 4n-1.}

### Primi della forma 4n+ 1
Sia {\displaystyle N>1} un intero. Poniamo {\displaystyle m=(N!)^{2}+1.} Quindi {\displaystyle m} è dispari e maggiore di {\displaystyle 1.} Chiamiamo {\displaystyle p} il più piccolo divisore primo di {\displaystyle m.} Poiché {\displaystyle m} non è divisibile per nessuno dei numeri {\displaystyle 2,3,\ldots ,N,} allora {\displaystyle p>N} e inoltre
{\displaystyle (N!)^{2}\equiv -1{\pmod {p}}.}
Eleviamo entrambi i membri all'esponente {\displaystyle (p-1)/2}:
{\displaystyle (N!)^{p-1}\equiv (-1)^{(p-1)/2}{\pmod {p}}.}
Per il teorema di Fermat, {\displaystyle (N!)^{p-1}\equiv 1{\pmod {p}}}, quindi {\displaystyle (-1)^{(p-1)/2}\equiv 1{\pmod {p}}}. Questa congruenza è evidentemente soddisfatta solo se {\displaystyle (p-1)/2} è pari, e quindi {\displaystyle p\equiv 1{\pmod {4}}}. In definitiva, per ogni {\displaystyle N} esiste un primo {\displaystyle p>N} della forma {\displaystyle 4n+1.} I numeri di questa forma sono dunque infiniti.

### Altri casi particolari
Si possono fornire delle dimostrazioni semplici per molti altri casi, come le forme {\displaystyle 6n+1}, {\displaystyle 6n-1}, {\displaystyle 8n+1}, {\displaystyle 8n+3}, {\displaystyle 8n-1}, {\displaystyle 8n-3}, {\displaystyle 12n-1}, {\displaystyle 12n+5}, {\displaystyle 12n-5}; con tecniche elementari, uno dei risultati più generali noti è che esistono infiniti numeri primi nelle progressioni aritmetiche delle forme {\displaystyle bn+1} e {\displaystyle bn-1}, ossia i casi particolari del teorema di Dirichlet in cui {\displaystyle a=+1} e {\displaystyle a=-1}.

## Problemi analoghi
Il teorema può essere riespresso affermando che ogni polinomio di primo grado ax + b genera infiniti numeri primi quando alla x sono assegnati valori che sono numeri interi positivi, purché a e b siano coprimi. È facile tentare delle generalizzazioni: si congettura per esempio che ogni polinomio di secondo grado ax2 + bx + c con a, b, c coprimi, a positivo, a + b e c non entrambi pari e discriminante che non sia un quadrato perfetto, generi infiniti numeri primi; analoga affermazione vale per i polinomi di grado superiore (purché ovviamente non siano fattorizzabili). La soluzione di problemi di questo tipo sembra ancora lontana, anche nei casi semplici come il polinomio x2 + 1. Tuttavia lo stesso Dirichlet dimostrò che ogni forma quadratica in due variabili ax2 + bxy + cy2 con a, b e c coprimi genera infiniti numeri primi; B. M. Bredihin provò che anche la forma x2 + y2 + 1 genera infiniti primi, e recentemente (John Friedlander e Henryk Iwaniec, 1998) lo stesso è stato dimostrato per la forma x2 + y4.